# Sebastian Pigott
 (août 2024).
Si vous disposez d'ouvrages ou d'articles de référence ou si vous connaissez des sites web de qualité traitant du thème abordé ici, merci de compléter l'article en donnant les références utiles à sa vérifiabilité et en les liant à la section « Notes et références ».
Sebastian Pigott est un acteur et chanteur canadien qui est né le 14 février 1983.

## Filmographie

### Cinéma
- 2001 : Two Days Till Tomorrow : Luke
- 2007 : The Poet : Peter
- 2008 : Fire and Fury (court métrage) : le soldat n°2
- 2008 : The Morning Party (court métrage) : Richie
- 2010 : Saw 3D : Chapitre final : Brad
- 2011 : High Chicago : The Kid
- 2013 : Poker Night : Sticks
- 2013 : Victims : Riley
- 2013 : Pacific Rim : ingénieur
- 2015 : Timber (court métrage) : Jay
- 2016 : Below Her Mouth : Rile
- 2017 : Kodachrome : Elijah
- 2017 : Love Is... : détective Vardy
- 2018 : The New Romantic : Bobby
- 2018 : Anon : détective Vardy
- 2019 : Jade's Asylum : Mike Grover
- 2019 : Midway : sous-officier
- 2024 : The Order de Justin Kurzel : Bruce Pierce

### Télévision
- 2007 : Roxy Hunter and the Mystery of the Moody Ghost (en) (téléfilm) : Ted Caruthers
- 2008 : The Border (série télévisée) : Jason Whitmore (1 épisode)
- 2009 : The Listener (série télévisée) : Tyler Stebbes (1 épisode)
- 2009 : Deadliest Sea (en) (téléfilm) : Tommy
- 2009 : Heartland (série télévisée) : Carson McMaster (1 épisode)
- 2010 : Cra$h & Burn (en) (série télévisée) : Dr David Kendricks (1 épisode)
- 2010 : The Bridge (série télévisée) : Danny (1 épisode)
- 2010 : Haven (série télévisée) : Bill McShaw (1 épisode)
- 2011 : Méfiez-vous des apparences (Committed) (téléfilm) : Bobby Gow
- 2011 : Les Enquêtes de Murdoch (série télévisée) :  William 'Billy' Hoobin (1 épisode)
- 2011 : Covert Affairs (série télévisée) : Corey (1 épisode)
- 2009-2011 : Les Vies rêvées d'Erica Strange (série télévisée) : Kai Booker (26 épisodes)
- 2012 : Flashpoint (série télévisée) : Elliot Thaine (1 épisode)
- 2012-2013 : Bomb Girls (série télévisée) : James Dunn (9 épisodes)
- 2013 : Cracked (série télévisée) : Nolan Arthur (1 épisode)
- 2013 : Cinnamon Girl (téléfilm) : Billy Cassady
- 2014 : Darknet (série télévisée) : Jack (1 épisode)
- 2014 : L'Heure de tuer mon père (Killing Daddy) (téléfilm) : Jake Watkins
- 2014 : Ascension (mini-série) : Rawles
- 2015 : Revenge (série télévisée) : Lyman Ellis (4 épisodes)
- 2016 : Rogue (série télévisée) : Greg (3 épisodes)
- 2017 : Né dans la mauvaise famille (Mommy's Little Boy) (téléfilm) : Shane Reed
- 2017 : Slasher (série télévisée) : Wren (8 épisodes)
- 2018 : Soupçon de magie (série télévisée) : Phil (4 épisodes)
- 2018 : Frankie Drake Mysteries (série télévisée) : Sasha (1 épisode)
- 2018 : Wynonna Earp (série télévisée) : Charlie (6 épisodes)
- 2019 : Une animatrice en danger (Radio Silence) (téléfilm) : Brett Cundall
- 2018-2020 : Les Enquêtes de Murdoch (série télévisée) :  docteur Dixon  (9 épisodes)

## Discographie
- 2009 : Pigottry
- 2012 : The Age Of Peace